# My Hero (videojuego)

My Hero ( 青春スキャンダル,  Seishun Scandal, [El escándalo de los adolescentes] en Japón; Gang's Fighter en Brasil) es un videojuego arcade del género beat 'em up lanzado en 1985 por Sega y Coreland y portado en 1986 a la Sega Mark III / Sega Master System. El juego tiene algunos puntos frustrantemente difíciles.

## Controles
En la versión Arcade se usa un joystick de ocho direcciones y dos botones para usar los tres tipos de ataque:  puñetazo, patada agachada, saltar y patear. En la Sega Master System se debe de usar un mando de 8 direcciones para poder hacer los mismos ataques.

## Niveles
La versión Arcade consta de tres niveles diferentes, cada uno de ellos continúa en un bucle infinito hasta que el jugador se queda sin vidas. Comienza con tu personaje (llamado Steven según el folleto del arcade) en una calle de la ciudad viendo como un matón callejero corre con tu novia (llamada Remy, también de acuerdo con el folleto del arcade). Debe de perseguirlo y para ello luchar contra bandas callejeras y peligros varios. A mitad de camino a través del nivel, usted tiene la oportunidad de rescatar a un espectador que (si es rescatado) le ayudará a luchar hasta que muere. Pronto (después de saltar a través de plataformas y esquivar bolas de fuego) se llega en una playa y la lucha contra el matón que ha capturado tu novia (Remy). Después de derrotar al jefe de nivel (el matón) mediante el número asignado de golpes efectivos (10), ha completado el nivel. Este mismo proceso se repite para el resto del juego, sólo que con otros dos jefes y diseños de fase. Los siguientes jefes son un ninja y una criatura espacial (que está basado en modelo de las películas del 'Planeta de los Simios).

## Versión Master System
El juego se publica primero para la Sega Mark III en formato Sega Card (C-510) el 31 de enero de 1986. En Estados Unidos/Europa se comercializa como Sega Card (4001) y como cartucho Master System (4501).
El juego no puede usarse con las consolas SG-1000 / SG-1000 II / Sega SC-3000.